# Ich und mein Bruder
Ich und mein Bruder ist ein gemeinsames Album der deutschen Rapper Mädness und Döll. Es erschien am 10. März 2017 über das Label Four Music.

## Titelliste
1. Intro – 1:42
2. Ich und mein Bruder – 3:41
3. Passende Zeit – 3:39
4. Mood – 3:52
5. Unabhängig – 4:25
6. High Five – 4:10
7. Niemals – 2:53
8. Frag mich nicht – 4:12
9. Probleme – 3:24
10. Kein Tag – 4:51
11. Alright – 4:14
12. Outro – 2:16

## Rezeption

### Charts
Ich und mein Bruder stieg auf Platz 21 der deutschen Album-Charts ein. Nach einer Woche verließ die Veröffentlichung die Charts wieder.

### Kritik
| Professionelle Bewertungen | Professionelle Bewertungen |
| -------------------------- | -------------------------- |
| Kritiken                   |                            |
| Quelle                     | Bewertung                  |
| Juice                      | [ 2 ]                      |
| laut.de                    | [ 3 ]                      |

Die E-Zine Laut.de bewertete Ich und mein Bruder mit vier von möglichen fünf Punkten. Aus Sicht der Redakteurin Laura Sprenger ermüde das „fast ausnahmslos schleppende Tempo“ stellenweise, schmiege „sich aber um so enger an die selbstreflexiven und nachdenklichen Momente des Albums.“ Zwar wissen Mädness und Döll „sehr genau, was sie können, und verteilen Rücken an Rücken mehr als eine gut platzierte Schelle“, aber „Deutschrap für hängengebliebene Rucksack-Realkeeper bieten sie trotzdem nicht.“ Trotz vieler Gemeinsamkeiten unterscheiden sich die Rapstile der beiden Rapper: „Der eine vollmundig tief, der andere fieberhaft schneidend.“ Die Produktionen des Albums klingen „nicht nur homogen, sondern bekunden stets die enge Verbundenheit zwischen den Musikern.“
Lukas Päckert von MZEE schrieb in seiner Kritik über „ein sehr homogenes, aber ebenso ruhiges Soundbild“, das von Produzenten wie Torky Tork, Fid Mella oder Yassin kreiert wurde. Verglichen mit vorherigen EPs der rappenden Brüder sei es jedoch schade, dass der „Hunger, den man 2014 noch aus jeder Zeile der beiden heraushören konnte“ auf dieser Veröffentlichung fehle. Zudem merkt Päckert an, dass die Hooks „manchmal etwas kitschig“ seien.

### Bestenliste
In der Bestenliste der „Hip Hop-Alben des Jahres“ 2017 von Laut.de belegte das Kollabo-Album Position 25. Ich und mein Bruder vereine „zwölf Songs zweier Künstler, die unterschiedlicher kaum sein könnten und trotzdem perfekt harmonieren“, womit Mädness und Döll „Fan- und Kritikerherzen“ höher schlagen lassen. Während „sich das südhessische Brüderpaar mal angriffslustig, mal emotional, aber stets schnörkel- und schonungslos ins Zeug“ lege, „scheppern, pfeifen und wummsen“ die Beats von Torky Tork, Yassin, Dexter und Co. „nur so um die Wette.“